# Tony Bellew
Tony Bellew (* 30. November 1982 in Liverpool) ist ein ehemaliger britischer Profiboxer und ehemaliger Weltmeister der WBC im Cruisergewicht.

## Karriere
Tony Bellew kam als Amateur in Länderkämpfen und internationalen Turnieren zum Einsatz, gewann 2004–2006 dreimal die Englischen Meisterschaften im Schwergewicht und war Teilnehmer der Europameisterschaften 2006 in Bulgarien. In einem seiner Amateurkämpfe schlug er Artur Szpilka.
Er begann seine Profikarriere 2007 und gewann 16 Kämpfe in Folge, davon 10 vorzeitig. Dabei wurde er 2010 Commonwealth-Champion im Halbschwergewicht und konnte den Titel dreimal verteidigen. 2011 wurde er zusätzlich Britischer Meister. Ungeschlagen boxte er im Oktober 2011 um den WBO-Weltmeistertitel im Halbschwergewicht, unterlag jedoch knapp nach Punkten gegen Titelträger Nathan Cleverly.
Durch einen Sieg gegen den ehemaligen Europameister Danny McIntosh wurde Bellew erneut Britischer Meister und sicherte sich auch den Internationalen Meistertitel der WBC gegen Edison Miranda. Nachdem er den Argentinier Roberto Bolonti beim Kampf um den Silver-Titel der WBC geschlagen und den Gürtel noch zweimal gegen den Südafrikaner Isaac Chilemba verteidigt hatte, erhielt er im November 2013 eine weitere WM-Chance im Halbschwergewicht. Bei diesem Kampf um den WBC-Titel verlor er jedoch gegen Adonis Stevenson.
Durch beachtliche Folgesiege unter anderem gegen Waleri Brudow, Júlio Santos und Nathan Cleverly behielt er einen der vorderen Plätze in den Ranglisten. Im Dezember 2015 gewann er die Europameisterschaft im Cruisergewicht durch einen einstimmigen Punktsieg gegen Mateusz Masternak.
Im Sportdrama Creed – Rocky’s Legacy aus dem Jahr 2015 gab Bellew sein Schauspieldebüt. Er spielte den aus Liverpool stammenden Boxchampion „Pretty“ Ricky Conlan, der sich im Film oft mit Trikots des lokalen Fußballklubs FC Everton zeigt. Dies ist ein Verweis darauf, dass Bellew selbst ein großer Fan dieses Vereins ist. Dieselbe Rolle übernahm er 2023 auch in der zweiten Fortsetzung Creed III – Rocky’s Legacy.
Am 29. Mai 2016 besiegte er beim Kampf um den vakanten WBC-Titel den Südafrikaner Ilunga Makabu durch T.K.o. in der dritten Runde. Im Oktober gelang ihm die erste Titelverteidigung gegen Benjamin Flores.
Nach seinem Wechsel ins Schwergewicht im März 2017 wurde er von der WBC zum Emeritus Cruiserweight Champion ernannt. Bei einer Rückkehr ins Cruisergewicht erhielt er somit die Möglichkeit, gleich gegen den aktuellen Weltmeister dieser Gewichtsklasse anzutreten. Am 4. März 2017 gewann er überraschend einen Schwergewichtskampf vorzeitig in der elften Runde gegen David Haye, den früheren Schwergewichts- und Cruiserweltmeister verschiedener Verbände. Am 5. Mai 2018 gewann er auch den Rückkampf gegen David Haye vorzeitig in der fünften Runde.
Am 10. November 2018 boxte er um alle vier bedeutenden Verbände (IBF, WBA, WBO, WBC) im Cruisergewicht, verlor jedoch durch K. o. in der achten Runde gegen Oleksandr Ussyk. Nach diesem Kampf gab Bellew sein Karriereende bekannt.